# Кесарије Арлски
Кесарије Арлски, познат и као Свети Цезарије из Шалона (468/470 - 27. август 542) - светитељ, архиепископ и проповедник.
Живео је у време активне конфронтације између краљевстава Бургунда, Визигота, Острогота и Франака за контролу над јужном Галијом. До краја живота био је један од највећих црквених вођа у Меровиншком краљевству. Као теолог, познат је по својој борби против полупелагијанизма и својим доприносима теолошком проучавању Светог Тројства и греха. Доктрина о благодати, формулисана на сабору у Оранжи 529. године под његовим председавањем, окончала је полупелагијевски спор и остала је фундаментална у цркви све до Тридентског сабора. Неке од новина у литургијској пракси Арла које су настале под Кесаријем постале су распрострањене у Галији. Кесарије је био и аутор два монашка правила, од којих је једно утицало на владавину светог Бенедикта. Међу приоритетима Кесаријевог друштвеног деловања били су доброчинство и брига о ратним заробљеницима. Ксенодохијум који је основао био је први у Галији.
Најважнији проблем за Кесарија била је делотворност епископа у испуњавању његових пастирских дужности. Проповед је већ постала део стандардне црквене службе у Галији и многи епископи су препознали важност таквог начина моралног васпитања и подстицали га. Међутим, Кесаријев ентузијазам је био изванредан на свој начин, и он је подстицао своје свештенство да проповеда што је чешће могуће, у цркви и ван ње, вољно и невољно. Теме Кесаријевих проповеди су се по правилу тицале моралних питања. Кесаријев допринос је био одлучујући у разбијању монопола епископа на проповедање и, као последицу, даљу христијанизацију руралних области Провансе. Иако у великој мери Кесаријеве беседе нису оригиналне и садрже значајне позајмице из дела епископа претходног века, посебно Августина, због своје краткоће и јасноће стила оне су постале распрострањене.
Биографија
Кесарије је рођен око 470. године у келтском граду Кабиљону, садашњем Шалон-сур-Сон. Од почетка 5. века град је био окружни центар провинције Лугдунске Галије. Од касних 460-их град је био под контролом Бургунда, који су постали савезни око 442. године. Вероватно је да су Кесаријеви родитељи припадали гало-римској аристократији Шалона и да су били хришћани. У Житију Светог Епископа Кесарија, који је главни извор података о његовом животу, не наводе се имена родитеља будућег епископа, али се наводи да је имао једну сестру познату по имену, Кесарија и неколико нећака од других сестара и браће. Епсикоп Арелата 485-502 Еоније је такође био његов рођак. Образовање које је Кесарије добио омогућило му је да убудуће пише своје проповеди на добром латинском, али очигледно није укључивало проучавање класичне књижевности и филозофије. Године 486/487, у својој седамнаестој години, одлучио је да се придружи свештенству Шалона као чтец – како се наводи у житију, без дозволе родитеља и потпуно раскинувши све везе са породицом. Савремени истраживачи су скептични према таквим изјавама и, највероватније, пошто се придружио цркви, Кесарије је изабрао каријеру традиционалну за своју породицу. Нешто више од две године касније, одлучио је да се придружи заједници Леринског манастира у јужној Галији. Разлог за одлуку да се иде тако далеко могла би бити нејасна перспектива постизања високих црквених положаја у родном Шалону, са црквеном аристократијом са којом Кесаријева породица није имала родбинске везе. Напротив, манастир, који је до тада већ дао два епископа Арла, у присуству утицајног рођака, отворила је одличне могућности за једног амбициозног младића.
Све време боравка у манастиру проводио је у молитви, читању, певању и бдењу, недељом једући само биљну кашу, подражавајући египатске пустињаке. Убрзо је његово здравље значајно нарушено, и игуман га је послао у  Арл. То се вероватно догодило око 495. године.
По доласку у Арл, успоставио је контакте са световним и црквеним властима града, пре свега са епископом Еонијем. Еоније је  рукоположио Кесарија за ђакона, а затим за презвитера. Око 499. године умире игуман једног од манастира Арелата, а на његово место је постављен Кесарије. Међу достигнућима Кесарија на овој функцији, коју је обављао око три године, његово житије наводи јачање дисциплине и оживљавање манастира. Непосредно пре смрти, Еоније је свештенству и грађанима представио Кесарија као најбољег могућег наследника. Еоније је умро 501. или 502. године, вероватно 16. августа. Кесарије је изабран за епископа Арла тек у децембру 502. године, а ово одлагање указује на то да су Еонијеви напори да пренесе власт наишли на извесно противљење. 
Својим првим епископским корацима, Кесарије је показао да наставља да следи монашке идеале сиромаштва. Одржавајући изразито аскетски начин живота, дистанцирао се и од управљања црквеном имовином епархије. Кесарије се није у потпуности одрекао власништва над имовином, а његов тестамент, састављен 40 година касније, укључивао је два роба и неколико одевних предмета, што је, међутим, било знатно мање него код његових савременика епископа. Својим начином живота настојао да изглади сукоб везан за његов избор, стављајући себе, као аскету, ван политике и критике. Као епископ, уложио је напоре да побољша односе са визиготским владарима и издејствовао је од Алариха II ослобођење од опорезивања црквене земље у Арлу. Додатна прикупљена средства искоришћена су за подршку сиромашнима, а организована је и болница. Истовремено, Кесарије је промовисао свој реформски програм, који је имао за циљ претварање свештенства из Арла у монаштво. Овај приступ, иако раније неуобичајен, није био сасвим нов: сличне мере предузели су епископи Јевсевије из Верчелија 360-их, Августин 400-их и касније Фулгентије из Рушпије. У владичанској кући живело је свештенство, а женама је приступ био забрањен. Тамо су заједно јели једноставну храну, разговарали о Светом писму и бавили се образовањем. По узору на Амвросија Миланског, Цезар је започео проповедничко дело које га је прославило и увео у службу антифоно певање, када је народ окупљен у цркви Светог Стефана певао наизменично са хором певача.
Црквени сабор који је организовао цар Аларих трајао је од краја лета до 10. септембра 506. године у Агду. Кесарије је вероватно председавао, пошто се његово име налази на првом месту међу 24 епископа. Нису сви галски епископи пристали да дођу или пошаљу своје представнике, негирајући права митрополита из Арла над његовом епархијом. Упркос њиховом одсуству, на сабору је била заступљена скоро цела црквена организација Алариховог краљевства. Задаци сабора били су првенствено организациони, а његове одлуке су се тицале понашања свештенства, управљања црквеном имовином и успостављања једнообразне литургије. Неколико месеци након повратка из Бордоа, а вероватно и након завршетка Сабора у Агди, Кесарије је почео да гради женски манастир изван градских зидина. Иако је манастир званично отворен тек 512. године, женска заједница која се ту настала је много раније око Кесарије Старије. Оваква институција је допринела повећању престижа града, јачању утицаја Кесарија кроз успостављање веза са аристократским породицама које су слале своје представнике у манастир. Локација на којој су се објекти налазила тренутно је непозната. Док се бавио развојем женског манастира, Кесарије се, међутим, практично није интересовао за послове мушког манастира, на чијем је челу раније био, услед чега је он пропао.
Године 507. Аларик II је погинуо у бици код Вуја, а у зиму исте године Арл су опседали Бургунди. Током опсаде, манастир, до тада готово завршен, је уништен, а монахиње су морале да потраже уточиште у Марсељу. Сумње у Кесаријеву лојалност међу становницима града поново су се појачале након што је један од његових рођака побегао пред опсаднике. Почели су немири које житије приписује Јеврејима. Кесарије  је ухапшен у својој палати и планирао је да буде превезен дуж Роне у други град који је остао под контролом Визигота. Град је био под опсадом до краја 508. године, све док остроготски краљ Теодорик Велики није послао своју војску под командом војводе Ибе. Бургунди су били приморани да се повуку иза Дуранса, враћајући се на своје претходне границе. Одлуком Теодорика обновљена је преторијанска префектура Галије са центром у Арлу. Године 510. патрициј Либерије је постављен за поглавара префектуре.
Иако зидине Арла нису уништене, предграђа су потпуно опљачкана. Кесарије је активно учествовао у обезбеђивању хране за жртве. Поред својих суграђана, епископ је учествовао у судбини заробљених Франака и Бургунда. Да би их откупио из заточеништва, сакупљао је и претопио црквену имовину. Такве мере против паганских Франка и јеретичких аријанаца Бургундаца изазвале су отпор међу грађанима, посебно свештенством. Кесарије је успео да оповргне оптужбе својих противника за богохуљење, па чак и да крсти један број заточеника. 
После његове смрти Манастир Арија је преименован у његово име и постојао је до Француске револуције. 

## Стваралаштво
Кесарије је био истакнута црквена личност у раном средњем веку, организатор монаштва, архиепископ и проповедник у Прованси. Сматра се најважнијим проповедником своје генерације у Галији. Сматра се једним од последњих великих црквених вођа своје генерације који је промовисао аскетски живот у западној хришћанској традицији.
Писао је кратке беседе које су трајале највише пола сата, а чији је садржај био веома једноставан и које се обично односе на једну или две особе, а веома ретко на неколико. Имајући у виду да се обраћао необразованим сељацима Јужне Галије, Кесарије је у својим беседама често правио поређења са сеоским животом. Тако је у једној беседи рекао: „Морамо пазити на душу док обрађујемо своје њиве“, а једну своју беседу завршио је речима: „Било би лепо да се више говори о Светом Јосифу, али због сиротиње, која жури са својим послом, боље је одложити за сутра“. Другом приликом, одговарајући на изговор неких сељака да не могу да слушају реч Божију јер су заузети сеоским пословима, Кесарије их је упитао зашто не разумеју Христову науку, а они су знали и певали „и оне срамне.љубавне песме? При томе каже да постоје две врсте њива – њива Господња (људска душа) и њива људска, а затим разрађује ову паралелу са земљорадничким радом, тврдећи да човек не сме да обрађује земљу и да заборави на спасење. душе. У другој беседи, објашњавајући сељацима да треба да се уздрже од полних односа са својим женама, подсетио их је да нико од њих не обрађује и сеје исту њиву више пута годишње. У ствари, Кесарије се у својим проповедима држи општих тема, али се стално позива на очигледне примере из живота. Кесарије је једном изјавио: „Када излажем Свето писмо као што су то чинили свети оци, та храна служи само неколицини учених, а остали људи остају гладни. Зато те молим, нека твој учени слух љубазно поднесе речи земље да би стадо Божије примило духовну храну на простом и народном језику...“